# Aurora Patriótica Mallorquina
Aurora Patriótica Mallorquina fou un diari de tendència liberal publicat en castellà a Palma (Mallorca) des del 15 de juny de 1812 fins al 19 de maig de 1813, durant la Guerra del Francès. L'ànima del diari en fou Isidoro de Antillón y Marzo, intel·lectual aragonès que exercia de magistrat a l'Audiència de Mallorca, i s'hi sumarien intel·lectuals liberals com el valencià Vicent Salvà i Pérez, el català Josep Badia, el mallorquí Guillem Ignasi de Montis i Pont i Vich (marquès de la Bastida), Miguel de Victorica i Joaquín de Porras. L'impressor era Miquel Domingo.
Es declarava defensor de la Constitució, del liberalisme econòmic i també, cal no oblidar-ho, dels principis de la religió catòlica. Tanmateix, els seus aferrissats atacs a l'absolutisme i al clericalisme el van fer entrar en dures polèmiques amb els frares Miquel Ferrer i Bauçà i Ramon Strauch i Vidal, redactors del Diari de Buja, escrit en català i de tarannà reaccionari. El 19 de maig de 1813 deixà de publicar-se, encara que reaparegué un temps fins al 19 de desembre del mateix any. Els absolutistes s'hi acarnissaren i no sols perseguiren als redactors i en prohibiren la lectura sota pena d'excomunió, sinó que també perseguiren als subscriptors i cremaren tots els exemplars del diari que van trobar.